# Pak Sinhje
Pak Sinhje (hangul: 박신혜, handzsa: 朴信惠, RR: Park Shin-hye; 1990. február 18.) dél-koreai színésznő, leginkább a You’re Beautiful, a Heartstrings, a Iutcsip kkonminam, Sisyphus: The Myth és a Szangszokcsadul című televíziós sorozatokból ismert.

## Élete és pályafutása
Hatodikos kora óta színészkedik, televíziós reklámfilmekben és videóklipekben kezdte a pályafutását. Első komolyabb szerepét 2003-ban, a Stairway to Heaven című sorozatban kapta. 2006-ban a filmvásznon is debütált, a Love Phobia című alkotásban. Az áttörést az Evil Twin című film és a Goong S című sorozat hozta meg számára. Az igazi sikert azonban az Ázsia-szerte kiemelkedően népszerű You’re Beautiful jelentette a színésznő számára, 2009-ben.
Pak (Park) a Csungang (Jungang) Egyetem hallgatója volt színházművészet szakon, 2016-ban diplomázott.
2021 novemberében bejelentette, hogy 2022 januárjában férjhez megy Cshö Thedzsun (Choi Taejun) színészhez, akitől gyermeket vár.

## Filmográfia

### Televíziós sorozatok
| Év        | Cím                                  | Szerep                                                      | Csatorna  |
| --------- | ------------------------------------ | ----------------------------------------------------------- | --------- |
| 2003      | Stairway to Heaven                   | fiatal Han Dzsongszu (Han Jeongsu)                          | SBS       |
| 2003      | Nonstop 4                            | vendégszerep, 73. rész)                                     | MBC       |
| 2004      | Boom                                 |                                                             | SBS       |
| 2004      | Not Alone                            |                                                             | SBS       |
| 2005      | Cute or Crazy                        | önmaga                                                      | SBS       |
| 2006      | Seoul 1945                           | Cshö Gumhi (Choi Geum-hee)                                  | KBS       |
| 2006      | Tree of Heaven                       | Hana                                                        | SBS       |
| 2006      | Loving Sue                           |                                                             | SBS       |
| 2006      | Picshonmu (Bicheonmu)                | Ariszu (Arisu)                                              | SBS       |
| 2007      | Goong S                              | Sin Szerjong (Shin Sae-ryeong)                              | MBC       |
| 2007      | Several Questions That Make Us Happy | Hjondzsi (Hyeon-ji)                                         | KBS2      |
| 2007      | Kimcheed Radish Cubes                | Csang Szaja (Jang Sa-ya)                                    | MBC       |
| 2009      | You’re Beautiful                     | Ko Minjo (Go Mi-nyeo)/Ko Minam (Go Mi-nam)                  | SBS       |
| 2010      | My Girlfriend Is a Nine-Tailed Fox   | Ko Minjo (Go Mi-nyeo) (cameo, 6. rész)                      | SBS       |
| 2010      | High Kick Through the Roof           | jövőbeli Heri (cameo, 119. rész)                            | MBC       |
| 2011      | Heartstrings                         | I Gjuvon                                                    | MBC       |
| 2011      | Hayate the Combat Butler             | Hsziao-cse (Xiao Zhi) / Szancsianjüan Cse (Sanqianyuan Zhi) | FTV       |
| 2012      | Music and Lyrics (valóságshow)       | önmaga                                                      | MBC Music |
| 2012      | Don't Worry, I'm a Ghost             | Jonhva (Yeon-hwa ) (a szellem)                              | KBS2      |
| 2012      | The King of Dramas                   | A Graceful Revenge színésznője (cameo, 1. rész)             | SBS       |
| 2012      | Running Man                          | önmaga (120-121. rész)                                      | SBS       |
| 2013      | My Cute Guys                         | Ko Dongmi (Go Dong-mi)                                      | tvN       |
| 2013      | Fabulous Boys                        | koreai lány a templomban (cameo, 1. rész)                   | FTV/GTV   |
| 2013      | Running Man                          | önmaga (166. rész)                                          | SBS       |
| 2013      | The Heirs                            | Csha Unszang (Cha Eun-sang)                                 | SBS       |
| 2014‑2015 | Pinocchio                            | Cshö Inha (Choi In-ha)                                      | SBS       |
| 2016      | Entertainer                          | cameo                                                       | SBS       |
| 2016      | Gogh, The Starry Night               | pénztáros (cameo)                                           | Sohu      |
| 2016      | Doctor Crush                         | Ju Hjedzsong (Yoo Hye-jeong)                                | SBS       |
| 2017      | Temperature of Love                  | Ju Hjedzsong (Yoo Hye-jeong), cameo                         | SBS       |
| 2018–2019 | Memories of the Alhambra             | Csong Hidzsu (Jeong Hui-ju) / Emma                          | tvN       |
| 2021      | Sziszifusz a modern korban           | Kang Szohe (Kang Seo-hae)                                   | JTBC      |

### Filmek
| Év   | Cím                                    | Szerep                              |
| ---- | -------------------------------------- | ----------------------------------- |
| 2006 | Love Phobia                            | Pjondzsa (Byeon-ja)                 |
| 2007 | Evil Twin                              | Szojon/Hjodzsin (So-yeon / Hyo-jin) |
| 2010 | Cyrano Agency                          | Minjong (Min-yeong)                 |
| 2010 | Green Days (animáció)                  | Jirang (Yi-rang) (szinkronhang)     |
| 2012 | Waiting for Jang Joon-hwan (rövidfilm) | Sinhje (Shin-hye)                   |
| 2013 | Csoda a hetes számú cellában           | Jeszung (Ye-seung)                  |
| 2013 | One Perfect Day (rövidfilm)            | Unhi (Eun-hee)                      |
| 2014 | A királyi szabó                        | Királyné                            |
| 2015 | Belső szépség                          | Udzsin (Woo-jin)                    |
| 2016 | My Annoying Brother                    | I Szuhjon (Lee Su-hyeon)            |
| 2017 | Heart Blackened                        | Cshö Hidzsong (Choi Hee-jeong)      |
| 2020 | #Túlélők (#ALIVE)                      | Jubin (Yu-bin)                      |
| 2020 | Call                                   | Szojon (Seo-yeon)                   |

## Diszkográfia
| Év   | OST               | Dal címe                |
| ---- | ----------------- | ----------------------- |
| 2006 | Tree of Heaven    | Love Rain               |
| 2009 | You’re Beautiful  | Lovely Day              |
| 2009 | You’re Beautiful  | Without a Word          |
| 2010 | Cyrano Agency     | It Was You              |
| 2011 | Heartstrings      | The Day We Fall In Love |
| 2011 | Heartstrings      | I Will Forget You       |
| 2012 | Music and Lyrics  | I Think of You          |
| 2013 | Iutcsip kkonminam | Pitch Black             |
| 2013 | Szangszokcsadul   | Story                   |

## Díjai és elismerései
| Év   | Díj                                        | Kategória                         | Jelölt mű                    |
| ---- | ------------------------------------------ | --------------------------------- | ---------------------------- |
| 2003 | SBS Drama Awards                           | Legjobb gyerekszínésznő           | Stairway to Heaven           |
| 2007 | MBC Entertainment Awards                   | Legjobb újonc varietéműsorban     | Fantastic Partner            |
| 2007 | MBC Drama Awards                           | Legjobb új színésznő              | Kimcheed Radish Cubes        |
| 2009 | SBS Drama Awards                           | Új sztár                          | You’re Beautiful             |
| 2011 | 47. Baeksang Arts Awards                   | Legnépszerűbb színésznő (Film)    | Cyrano Agency                |
| 2011 | LETV Movies & TV Series Awards (China)     | Népszerűségi díj (nő)             |                              |
| 2012 | 48. Baeksang Arts Awards                   | Legnépszerűbb színésznő (TV)      | Heartstrings                 |
| 2012 | KBS Drama Awards                           | Legjobb színésznő tévéfilmben     | Don't Worry, I'm a Ghost     |
| 2013 | 49. Baeksang Arts Awards                   | Legnépszerűbb színésznő (Film)    | Csoda a hetes számú cellában |
| 2013 | Puchon Film Festival                       | Népszerűségi díj (Film)           | Csoda a hetes számú cellában |
| 2013 | 33. Korean Film Critics Association Awards | Legjobb női mellékszereplő (Film) | Csoda a hetes számú cellában |